# Сульково-Жечне
Сульково-Жечне (пол. Sulkowo Rzeczne) — село в Польщі, у гміні Мохово Серпецького повіту Мазовецького воєводства.
Населення — 54 особи (2011).
У 1975-1998 роках село належало до Плоцького воєводства.

## Демографія
Демографічна структура станом на 31 березня 2011 року:
|          | Загалом | Допрацездатний вік | Працездатний вік | Постпрацездатний вік |
| -------- | ------- | ------------------ | ---------------- | -------------------- |
| Чоловіки | 28      | 10                 | 14               | 4                    |
| Жінки    | 26      | 5                  | 16               | 5                    |
| Разом    | 54      | 15                 | 30               | 9                    |